# Frankrike i olympiska vinterspelen för ungdomar 2016
Frankrike deltog i de olympiska vinterspelen för ungdomar 2016 i Lillehammer i Norge som avgjordes 12–21 februari 2016. Truppen bestod av 32 aktiva. Frankrike tog två guld, ett silver och tre brons. Ytterligare två medaljer togs i grenar med mixade länder.

## Medaljörer[2]
| Medalj | Namn                  | Sport           | Gren                      | Datum       |
| ------ | --------------------- | --------------- | ------------------------- | ----------- |
| Guld   | Émilien Claude        | Skidskytte      | Pojkarnas sprint          | 14 februari |
| Guld   | Manon Petit-Lenoir    | Snowboard       | Flickornas snowboardcross | 15 februari |
| Silver | Lou Barin             | Freestyle       | Flickornas slopestyle     | 19 februari |
| Brons  | Laura Chamiot Maitral | Längdskidåkning | Flickornas längdskidcross | 13 februari |
| Brons  | Lou Jeanmonnot        | Skidskytte      | Flickornas jaktstart      | 15 februari |
| Brons  | Agathe Bessard        | Skeleton        | Flickornas tävling        | 19 februari |

### Medaljörer i mixade länder
Följande tog medaljer i lagtävlingar med mixade länder (NOK).
| Medalj | Namn                         | Sport       | Gren             | Datum       |
| ------ | ---------------------------- | ----------- | ---------------- | ----------- |
| Guld   | Quentin Fercoq               | Short track | Mixad lagtävling | 20 februari |
| Silver | Julia Wagret Mathieu Couyras | Konståkning | Mixad lagtävling | 20 februari |